# سنثيا روزينويغ
سينثيا E. روزنويغ (بالإنجليزية: Cynthia E. Rosenzweig) (اللقب الأصلي روبس) (مواليد عام 1958) هي مهندسة زراعية أمريكية وخبيرة المناخ في معهد جودارد لدراسات الفضاء التابع لناسا والواقع في جامعة كولومبيا، "ساعدت في الدراسات الرائدة حول تغيّر المناخ والزراعة"." لديها أكثر من 300 منشور،  وأكثر من 80 مقالاً راجعها النظراء، وقد ألّفت وحررّت ثمانية كتب. عملت أيضًا في العديد من المنظمات المختلفة التي تعمل على وضع خطط لإدارة تغير المناخ، على المستوى العالمي مع اللجنة الدولية للتغيرات المناخية وكذلك في مدينة نيويورك بعد إعصار ساندي.

## التعليم والوظيفة الأكاديمية
التحقت روزنزويغ بكلية كوك (في جامعة روتجرز) وحصلت على بكالوريوس الآداب في العلوم الزراعية في عام 1980. بدأ تركيزها على الزراعة عام 1969، عندما استأجرت مزرعة في توسكانا بإيطاليا، حيث عملت على زراعة العنب والزيتون وتربية الحيوانات مثل الماعز والخنازير والبط والإوز. قررت العودة إلى الجامعة لدراسة الزراعة، وحصلت على درجة الماجستير في العلوم في التربة والمحاصيل من جامعة روتجرز عام 1983. خلال فترة الماجستير، تعيّنت في معهد جودارد لدراسات الفضاء التابع لناسا لدراسة الأراضي الزراعية باستخدام بيانات الأقمار الصناعية. ثم حصلت على درجة الدكتوراه من جامعة ماساتشوستس أمهيرست في علوم النبات والتربة والبيئة في عام 1991.
واصلت سنثيا العمل في وكالة ناسا، حيث كانت رئيسة مجموعة تأثير المناخ منذ عام 1993.  تم الاعتراف بعملها مع فريق العمل المعني بالبيانات التابع للهيئة الحكومية الدولية المعنية بتغير المناخ (IPCC) عندما منحت جائزة نوبل للسلام لعام 2007 للجنة الدولية للتغيرات المناخية بالاشتراك بين آل جور.
تعمل أيضًا حاليًا كأستاذ مساعد في كلية بارنارد وهي أيضًا باحثة أولى في معهد الأرض بجامعة كولومبيا.

## المشاركة المجتمعية والمناصرة
أثناء عملها في وكالة ناسا ومعهد جودارد لدراسات الفضاء في كولومبيا، كانت روزنزويغ رائدةً في دراسة تأثير تغير المناخ على الزراعة والمدن البشرية. شاركت في العديد من مجموعات العمل التي تحاول تقييم ووضع خطط لإدارة تغير المناخ، بما في ذلك:
- رئيسة مشاركة، فريق مدينة نيويورك المعني بتغير المناخ
- رئيسة مشاركة، التقييم الإقليمي لمنطقة الساحل الشرقي للمدينة للتقييم الوطني الأمريكي للعواقب المحتملة لتقلبات المناخ وتغيره، برعاية برنامج أبحاث التغير العالمي في الولايات المتحدة
- المؤلفة الرئيسية المنسقة لتقرير التقييم الرابع للفريق العامل الثاني للهيئة الحكومية الدولية المعنية بتغير المناخ (فصل «التغييرات المرصودة»)
- عضو في الفريق العامل التابع للهيئة الحكومية الدولية المعنية بتغير المناخ والمعني ببيانات وسيناريوهات تقييم الأثر والمناخ
- محررة مشاركة، تقرير التقييم الأول UCCRN حول تغير المناخ والمدن (ARC3).
- عضو فريق لجنة مدينة نيويورك المعنية بتغير المناخ.

## المنشورات
يمكن الحصول على نظرة عامة حول بحث روزينفويغ في ملفها الشخصي على Google Scholar . يمكن الحصول على قائمة كاملة بمنشوراتها من مراجعها على موقع معهد جودارد لدراسات الفضاء التابع لناسا .
- Rosenzweig، C.؛ Parry، M. L. (1994). "Potential impact of climate change on world food supply". Nature. ج. 367 ع. 6459: 133. Bibcode:1994Natur.367..133R. DOI:10.1038/367133a0. مؤرشف من الأصل في 2020-10-09.

## الجوائز
- زميل غوغنهايم [13]
- جائزة الشرف من GSFC - العلوم (2011) [19]
- جائزة GISS لأفضل منشور (2009)
- جائزة الشرف من GSFC - إنجاز علوم الأرض (2007)
- زمالة الجمعية الأمريكية لتقدم العلوم (2006)[20]
- سمّيت إحدا كتّاب Nature's 10 : Ten People Who Mattered in 2012 "بواسطة مجلة نيتشر[12]

## مطالعة إضافية
- «مقابلة مع الدكتورة سينثيا روزنزويغ من وكالة ناسا - سؤال وجواب مع آنا لابيه» ، خذ قسطًا من التغير المناخي ، سبتمبر 2008 (نص المقابلة)
- «الدكتورة سينثيا روزنزويغ تتحدث عن حلول تغير المناخ الحضري في جامعة ولاية ميتشيغان» ، 9 أبريل 2010 (فيديو)
- «علوم الأرض: وضع الأحجية معًا» نسخة محفوظة 2 ديسمبر 2020 على موقع واي باك مشين. (ملف تعريف ناسا عن روزنزويغ للأطفال)
- كريستين جوبين، «سينثيا روزنزويغ عالمة ناسا» ، MLive ، مايو 2010